# ایزوورووو (استان دوبریچ)
ایزوورووو (به بلغاری: Izvorovo) یک منطقهٔ مسکونی در بلغارستان است که در شهرستان جنرال توشوو واقع شده‌است.